# 28 f.Kr.
28 f.Kr. var ett normalår som började en lördag i den proleptiska julianska kalendern, men i verkligheten antingen ett normalår som började en lördag, söndag eller måndag, eller ett skottår som började en lördag eller söndag i den julianska kalendern (se skottårsfelet i den julianska kalendern för mer information).

## Händelser

### Efter plats

#### Romerska republiken
- Gaius Julius Caesar Octavianus och Marcus Vipsanius Agrippa blir konsuler i Rom, Octavianus för sjätte och Agrippa för andra gången.

### Efter ämne

#### Astronomi
- Kinesiska observerar för första gången solfläckar.

## Avlidna
- Mariamne I, hustru till Herodes den store (avrättad; detta eller föregående år)